# LOSO
LOSO (Thai โลโซ) ist eine thailändische Rockband aus der Provinz Khorat. LOSO ist die Abkürzung für Low Society. Dies bezieht sich auf die Herkunft der Musiker aus einfachen Verhältnissen. LOSO war eine sehr populäre Band in Thailand während der 1990er Jahre und hatte großen Erfolg mit den ersten Alben.

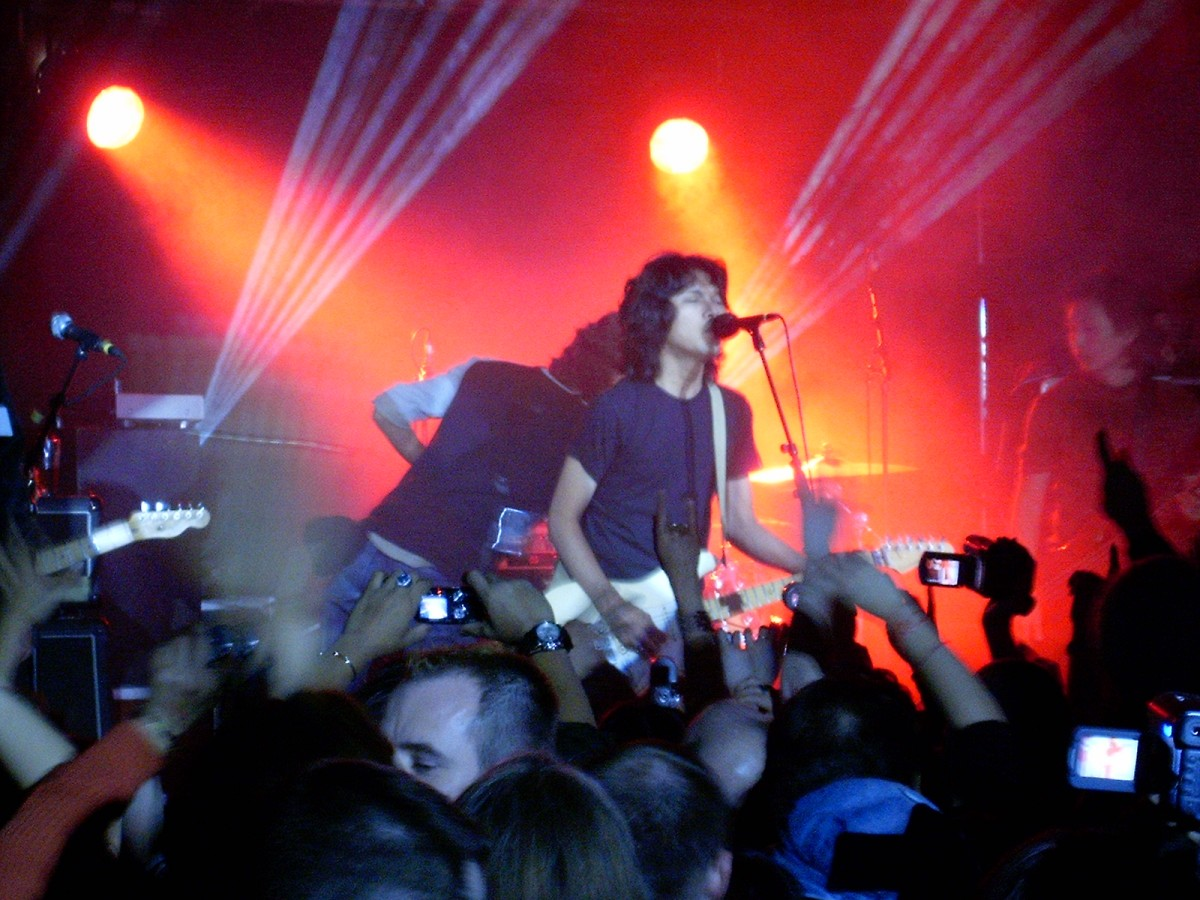
Sek LOSO – Konzert am 29. Januar 2005 in Mannheim

## Ursprüngliche Band
LOSO hat sich um den Sänger und Gitarristen Sek formiert. Alle Lieder wurden von Sek geschrieben.
| Name               | Name (thai)    | Spitzname | Geboren            | Instrument      |
| ------------------ | -------------- | --------- | ------------------ | --------------- |
| Sekson Sookpimay   | เสกสรรค์ ศุขพิมาย | Sek       | 7. August 1974     | Gesang, Gitarre |
| Kittisak Khoatkham | กิตติศักดิ์ โคตรคำ  | Yai       | 22. Januar 1973    | Schlagzeug      |
| Apirat Sookjit     | อภิรัฐ สุขจิตร์     | Rat       | 20. September 1967 | Bass            |

Der wohl berühmteste Song von LOSO ist Som Sarn (ซมซาน), was hoffnungslos bedeutet.
Das letzte gemeinsame Konzert war am 10. November 2001 im Velodrome Huamark in Bangkok. Von diesem Konzert wird eine Doppel-CD veröffentlicht. Danach trennt sich die Band.

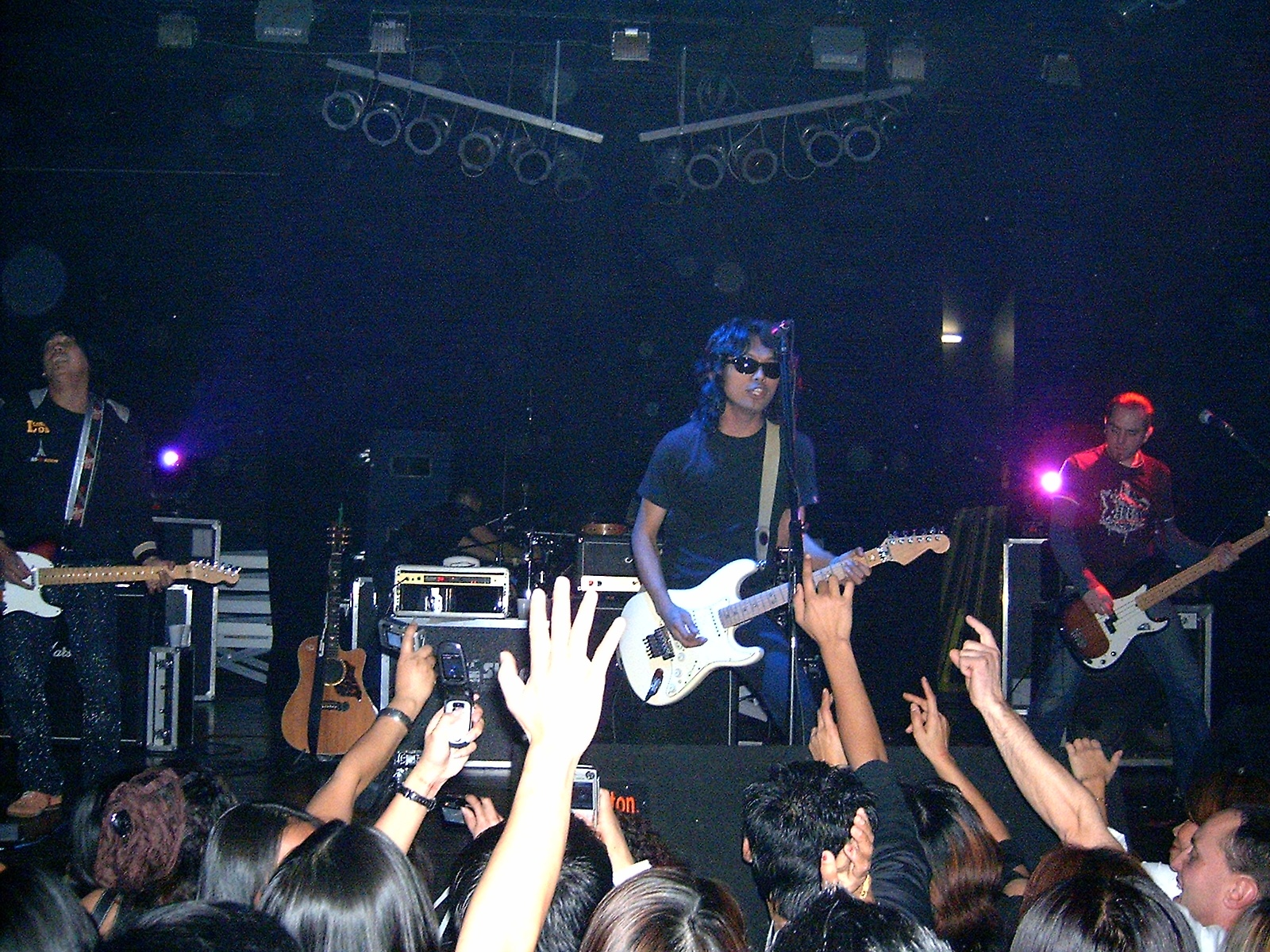
Sek LOSO – Konzert am 10. Februar 2006 in Mannheim

## Sek Loso – Kindheit
Seksan Sookpimay ist am 7. August 1974 in Nakhon Ratchasima (oder kurz Korat) in Thailand geboren. Er wuchs auf in einer bescheidenen Familie von Reisbauern. Sek blieb in Korat bei seiner Familie bis zu seinem 12. Altersjahr, dann wechselte er nach Bangkok zu seiner Tante, wo er in deren Schmuckatelier arbeiten konnte. Sek fand auch eine Beschäftigung in einer Fabrik für Klimageräte. Wenn er Gelegenheit dazu hatte, hörte er amerikanische Musikgrößen. Sek liebte Kurt Cobain und John Lennon – zwei vollständig unterschiedliche Musikrichtungen. Aber was ihn wirklich inspirierte, waren zwei Musikkassetten, die er damals besaß. Eine war ein Album von Guns N’ Roses, die andere von Carabao und Sek wusste, dass er ein Rockstar werden will.

## Aufstieg zum Ruhm
Inspiriert durch seine Lieblingsartisten, kaufte sich Sek von seinen Ersparnissen eine billige Gitarre für 600 Baht. Als aber seine Tante davon erfuhr, schmiss sie ihn kurzerhand aus ihrem Haus. Sek lernte das Gitarrenspielen selbst und schaffte es, in verschiedenen Clubs und an Veranstaltungen aufzutreten. Im jungen Alter von 17 gelang es ihm, ein Engagement im Austin Pub in Bangkok zu erhalten, damals einer der besten Musikpubs. Bald übernahm er die Leitung der Hausband und spielte fortan regelmäßig zu Thai-Rock, Nirvana, Green Day, Rolling Stones und Jimi Hendrix.

## Loso
Sek gründet in Bangkok seine eigene Band genannt LoSo. Der Bandname ist ein Wortspiel low-so (low society), Thai-Dialekt für untere Gesellschaftsschicht (die obere Gesellschaft wurde Hi-So genannt) und spiegelt seine Herkunft aus bescheidenen, ländlichen Verhältnissen wider. Die Band nahm Loso als „Familiennamen“ – folglich Sek Loso.
Sek schrieb zehn Lieder. Zusammen mit dem Schlagzeuger Kittisak „Yai“ Khotkam und dem Bassisten Apirath „Rath“ Sukkhajitr erstellten sie in einer Nacht ein Demoband und sandten es an Asanee Chotikul vom populären Thai-Rock-Duo Asanee – Wasan. So entstand aus dem Demotape das erste Studioalbum „Lo-Society“ im Jahre 1996 bei Asanees Indie-Label MoreMusic und wurde durch GMM Grammy veröffentlicht, Thailands größtem Musiklabel. Verkauft wurden über 1,5 Millionen Tonträger.

## Berühmtheitsstatus
Loso veröffentlicht acht weitere Alben. Das populärste Lied der Band ist „Som Sarn“ (Thai für „hoffnungslos“), welches sich durch ein Akustikgitarren-Intro auszeichnet und in ganz Thailand Beachtung findet. Zu einem weiteren Hit wird „Pantip“ mit dem Refrain „mai pai Pantip“ („no go Pantip“ oder „Geh nicht ins Pantip“). Seks Lied handelt von einem Mann, der seine Freundin zu einem Einkaufsbummel ausführt ins World Trade Center, MBK Center und zum Siam Square, aber nicht ins Pantip Plaza, weil er eine Exfreundin meiden möchte, die ihm das Herz brach, weil sie gerade dort ein Geschäft eröffnete.
Die Band blieb vorerst zusammen, bis Apirath durch Nattaphon „Klang“ Suntharaanu ersetzt wurde. Klang spielte Bass für die Alben „Rock&Roll“ sowie „Losoland“ und ging mit der Band auf Konzerttour. Apirath kehrte wieder zurück und blieb bis zur Auflösung dabei.
Fast für jedes Album wurde jeweils auch eine Karaoke-VCD mit den Musikvideos der Lieder veröffentlicht. Durch die Musikvideos und sein Erscheinen als Werbeidol für das M-150-Energy-Getränk erreichte Sek Loso – üblicherweise eine dunkle Sonnenbrille tragend – Kultusstatus in Thailand. Seine Berühmtheit erhöhte sich gar mit einer Nebenrolle – immer noch als Werbeidol für M-150 – im Thai-Actionfilm Tom-Yum-Goong. Das Lied zum M-150-Werbeclip The Yang Thai wurde zum Hit.

## Internationale Karriere

### Ende einer Ära
Nach dem Erscheinen der „Loso Concert For Friends“ VCD und CD im Jahre 2002 entschied sich das Trio für eine Pause. Sie hatten alle möglichen Ziele in der thailändischen Musikindustrie erreicht und es wurde Zeit für etwas Größeres. Rath und Yai gründeten eine neue Band mit dem Namen Fahrenheit. Sek veröffentlichte 2003 sein Debüt-Soloalbum 7. August und 2004 im Duett mit dem Pop und Lukthung Veteranen Bird McIntyre ein weiteres Hit-Album Bird – Sek. Die zwei gaben mehrere ausverkaufte Konzerte in Bangkok’s Impact Arena.

## England ruft
Sek entwickelte Aspirationen, die über die thailändische Musikszene hinausgehen. In der Thai-Musik-Terminologie heißt das „Go Inter“. Er las sich durch die Biographien seines Rockidols Jimi Hendrix und entschloss sich, internationalen Ruhm zu erreichen. Deshalb wollte er nach England gehen, wie damals Jimi Hendrix. Im Jahre 2004 begab er sich nach London und belegte Kurse in der ESOL Englisch-Schule. Nach einem 6-monatigen intensiven Studium sprach er ein Oberklass-Englisch mit britischem Akzent. Sek begann Lieder in Englisch zu schreiben und platzierte ein Inserat in der NME, wo er einen Bassisten und Schlagzeuger suchte, um eine neue Band zu formieren. Kandidaten, die sich meldeten, mussten ihm das ganze Jimi-Hendrix-Album Are You Experienced? vorspielen.

## Die neue Loso
Mit dem Schlagzeuger Eric Lavansch („Eric Loso“) und Anthony Wilson („Eddie Loso“) am Bass tourte Sek mit seiner neuen Band in Thailand. Während dieser von M-150 gesponserten Tour wurden sie von der Thai-Band Sillyfools begleitet.
Mit Hilfe von Tim Carr, einem amerikanischen Schriftsteller und früheren A&R Executive, welcher in Thailand lebt und mit Bands wie The Beastie Boys, Megadeth, Ash und Cornershop arbeitete, wurde ein Demotape der Band an einige Produzenten geschickt. Der erste, welcher antwortete, war Owen Morris, der Alben mit Ash, Oasis und The Verve produzierte. Morris wurde durch GMM Grammy nach Thailand eingeflogen und Sek vorgestellt. Seine Begeisterung war überwältigend, als er die Band live beim Pattaya International Music Festival 2004 vor einem Publikum von 50.000 Menschen erlebte. Spontan hatte Morris die drei Lieder „I Wish I Could“, „I Just Wonder“ und „Fly Away“ produziert. Es folgten „Love Is My Religion“ sowie zwei Rave-up-Impressionen in den Aufnahme-Sessions für Seks Debütalbum in englischer Sprache „For God’s Sake“, welches nunmehr im Dezember 2007 im Online-Download bei iTunes veröffentlicht wurde. Mit Owen Morris wurden auch die Thai-Tracks „Chun mai sum-oiy“, „Karm chun pai korn“ sowie eine Punkversion des früheren Hits „Pantip“ aufgenommen und in der Compilation „Sek Loso – The Collection“ 2005 veröffentlicht.
Owen Morris holte das frühere Oasis-Mitglied, den Rhythmus-Gitarristen Paul „Bonehead“ Arthurs nach Bangkok und stellte ihm die Band vor. Bonehead liebte den Sound der Band, spielte mit ihnen einige Tracks und blieb für einige Konzerte. Eric und Eddie kehrten zurück zu ihren Familien in England für eine wohlverdiente Pause. Eddie Loso verließ die Band nach den Filmaufnahmen für einen Yamaha-Werbeclip mit Sek in London.
Eric kehrte zurück nach Thailand mit dem neuen Bassisten Rob Hudson sowie mit Bonehead, um das Album „For God’s Sake“ auszumixen. Anfang Januar 2005 reisten sie mit Sek nach England, um dem Album den letzten Schliff in Peter Gabriel’s Real World Studios zu verpassen. Dort wurden sie eingeladen, bei den Rockfestivals in Glastonbury und beim „Patti Smith Meltdown“-Festival zu spielen. Nach den Aufnahmen entschied sich Rob Hudson, die Band wieder zu verlassen. Er wollte nicht für längere Zeit England fern bleiben, wie dies für Seks Tourneen in Thailand und den USA nötig gewesen wäre.
Im Januar und Februar 2005 unternahm Sek mit den thailändischen Musiker Tom, Tu und Tok (Rhythmus-Gitarre, Schlagzeug und Bass-Gitarre) eine sehr erfolgreiche Tour durch Europa. Zurück in Thailand folgten im März und April rund zwei Dutzend Openair-Konzerte – alle mit der Thai-Band – im Isarn, eines war in Nong Khai, dann in Südthailand folgten Phuket (hier spendete Sek die Einnahmen für die Geschädigten der Tsunami-Katastrophe vom 26. Dezember 2004), dann folgten Krabi, Hat Yai, Thung Song, Nakhon Si Thammarat, Surat Thani und Chumphon. Die Tour – für ein Publikum von fast 150.000 begeisterten Besuchern – endete in Bangkok im Hollywood Awards. Videoaufnahmen von neun Konzerten wurden vom thailändischen Fernsehen auf eine einstündige Sek-Loso-Konzert-Show zusammengeschnitten und am 1. Mai ausgestrahlt.
Die Band benötigte einen neuen Bassisten und so wurde Chris Borsberry (ein Freund von Eric – sie spielten schon zu Schulzeiten und in Teenager Bands zusammen) nach Bangkok geholt und von Sek erfolgreich getestet. Sek traf Chris bereits bei Filmaufnahmen in London für die Yamaha-Motorrad-Werbung. Chris wurde damals spontan vom Produzenten als „Teufels-Gitarrist“ mit der Union-Jack-Gitarre im Werbefilm integriert. Am nächsten Tag spielte Chris bereits im Studio und zwei Tage später mit der Band am Bangkok Music Festival 2005 vor einem großen Publikum.
Nach dem Tod seines Vaters komponierte Sek zu seinem Gedenken das Lied „Tiger“, welches als Single in einer limitierten Auflage von nur 100 CDs im Juni 2006 zur Veröffentlichung gelangte, zusammen mit einer Bonus-CD vom Pattaya Music Festival 2004. Das Lied „Tiger“ wurde ebenfalls ins englische Album „For God’s Sake“ aufgenommen.
Im Sommer 2005 begab sich Sek Loso erstmals mit der britischen Band auf eine internationale Tour. Sie spielten auf den wichtigsten Rockfestivals einschließlich South By Southwest (Austin, Texas, USA), Glastonbury Festival (England) sowie bei Patti Smiths Meltdown-Festival in der Royal Festival Hall in London.
Der Rhythmus-Gitarrist Bonehead verließ die Band während der USA-Tour und Sek musste umgehend seinen langjährigen Gitarristen Tom aus Thailand einfliegen lassen. Der Thailänder Tom (Vorabut Tiaprasert) ist ein ausgezeichneter Gitarrist und nicht nur ein Rhythmusspieler. Er spielte mit Sek schon zusammen beim bisher größten Openair-Rock/Pop-Konzert in der Geschichte Thailands gegen die Musikpiraterie im August 2002 auf dem Sanam-Luang-Platz in Bangkok. Ebenso bei Seks Studioalben „7. August“ (2003), „The Collection“ (2004), „Black&White“ (2006) sowie das Jubiläumsalbum „10 Years Rock“ (2007). Man sieht Tom Loso auch auf den jeweiligen Musikvideos für die Karaoke-VCDs. Mit dabei war Tom auch bei sämtlichen großen Konzerten, z. B. Bird – Sek (Juli 2004).
Bonehead (Paul Arthurs) spielte noch einige Male als Gastmusiker, so auch am 20. Dezember 2005 im Garten beim Central World Plaza in Bangkok.
Die Band gab am 27. Januar 2006 ihr erstes Konzert im Mittleren Osten, in Manama, Bahrain im Delmon International Hotel. Es folgte am 25. April das von M-150 gesponserte Konzert „Sood Chewit Khon Thai“ in Bangkoks Impact Arena zusammen mit weiteren Thai-Bands wie Big Ass, Bodyslam, Lanna Commins und Potato. Höhepunkte dieses Ereignisses wurden auf VCD und DVD veröffentlicht.

### Ramakien A Rak Opera in New York
Sek und Band, zusammen mit einem All-Star-Aufgebot von Thai-Künstlern, nahmen an der Rock-Opera teil – eine Anlehnung an die Ramakien, ein nationales Epos – vom 28.–30. Juli 2006 im Lincoln Center for Performing Arts in New York. Sek in der Hauptrolle des Phra Rama, Noi von der Gruppe Pru als Hanuman. Die erste Vorstellung wurde durch eine Auseinandersetzung zwischen Sek und Noi gestört, indem Sek dem Noi mit einem Schuh sanft auf den Kopf schlug. Der Disput – ursprünglich ausgelöst durch Noi – ging hinter der Bühne weiter. Sek weigerte sich in der Produktion weiter zu spielen und so übernahm der Rhythmus-Gitarrist Tom Loso die Hauptrolle des Phra Rama für die restlichen Vorstellungen.

## Gegenwart
Die Band tourt in Thailand, um das neue Album Black&White zu promoten, und ein Konzert wird vom Thai-Fernsehen Channel 7 übertragen. Bei einigen Gigs spielt der frühere Bassist Apirath Sukkhajitr als Gastmusiker. Er ersetzt Chris Borsberry permanent Ende Oktober 2006.
Eine Compilation CD, VCD und DVD, genannt „10 Years Rock“, wird im November 2006 veröffentlicht. Die Band tourt weiterhin hauptsächlich in Thailand bis im Mai 2007. Dann folgt eine sechsmonatige Pause. Die Konzert-Tour wird im Dezember 2007 wieder aufgenommen mit dem neuen Bassisten Pradit Worasuttipisit (Dit Loso), welcher Apirath Sukkhajitr (Rath Loso) ersetzt.
Im Februar 2008 ist die Band mit der Aufzeichnung eines neuen Thai-Albums beschäftigt. Sek Loso hält sich mehrere Monate in England auf, wo auch einige Videos für das neue Album gedreht werden. Die Veröffentlichung wird immer wieder hinausgeschoben, bis es Ende Mai 2009 endlich in den Läden erscheint. Das Album mit 14 neuen Lieder heißt „Sek Loso“.
Im April 2009 besingen Sek Loso und Aed Carabao zusammen einen Harley Ride, den Highway, Freiheit und Lebensfreude... „Peua Chii-wit Dtit Lor“ เพื่อชีวิตติดล้อ. Das Lied wird veröffentlicht auf dem neuen Carabao-Album „Hoh“, Track 05 (CD+VCD April 2009 Warner Music Thailand). Sek erscheint als Überraschungsgast beim Carabao-Konzert in der Impact Arena am 31. Mai 2009.
Ebenfalls im April 2009 produziert Sek Loso das All-Star-Projekt „Peua Prat-tet Thai“ เพื่อ ประเทศไทย (Für Thailand) ein Lied zur aktuellen politischen Lage und ruft auf für ein geeinigtes und vereinigtes Thailand zusammen mit weiteren Größen aus der Musikszene wie Aed Carabao, Tik Shiro, Gob Taxi, Joey Boy, Amphol Lampoon, Billy Ogan, Micro, Big Ass und Noi Pru. Im Studio versöhnt sich Sek mit seinem seit New York verstrittenen Kollegen Noi Pru. Darüber informiert auch das thailändische Fernsehen.
Die Band tourt in Thailand und ein großes Konzert „12 Jahre Sek Loso Jai Sang Maa“ wird angekündigt für den 20. Juni 2009 in der Impact Arena in Bangkok. Dann gehen Sek Loso und Band auf Europa-Tournee im Juli und August 2009. Frankreich, Deutschland, Norwegen, Holland und die Schweiz stehen auf der Tourliste.

## Aktuelle Band-Mitglieder
- Seksan Sookpimay (Sek Loso), Gesang, Lead-Gitarre
- Eric Lavansch (Eric Loso), Schlagzeug & Perkussion
- Vorabut Tiaprasert (Tom Loso), Rhythmus-Gitarre
- Pradit Worasuttipisit (Dit Loso), Bass-Gitarre

Ehemalige Band-Mitglieder
- Kittisak Khotkam (Yai), Schlagzeug
- Apirath Sukkhajitr (Rath), Bass
- Nattaphon Suntharaanu (Klang), Bass
- Anthony Wilson (Eddie Loso), Bass
- Tu Loso, Schlagzeug
- Tok Loso, Bass
- Rob Hudson, Bass
- Paul „Bonehead“ Arthurs, Rhythmus-Gitarre
- Chris Borsberry (Chris Loso), Bass

## Diskografie

### LOSO
- LO SOciety (1996)
- LO SOciety Bonus Tracks (1996)
- Special (Red Bicycle) (1997), Soundtrack
- Entertainment (1998)
- Best of LOSO (CD)
- Rock & Roll (1999/2000)
- LOSOLAND (2001)
- The RED Album (2001)
- Best of LOSO (Karaoke VCD, 2001)
- LOSO Concert Pua Puan (2002)

### Sek LOSO
- 7. August (Apr 2003)
- Bird & Sek (Mai 2004) mit Bird Thongchai McIntyre
- Bird & Sek in Concert (Juni 2004) mit Bird Tongchai McIntyre
- The Collection (2005)
- Black+White (August 2006)
- 10 Years Rock (CD Vol. 1&2/VCD Vol. 1&2/DVD November 2006)
- Album Sek Loso (Mai 2009)
- Live-Concert „Sek Loso - 12 Years Sek Loso - Jai Sang Maa“ vom 20. Juni 2009 in der Impact Arena in Bangkok (VCD / DVD Sept. 2009)
- Sek Loso – Forever Love Hits. Best-Of 16 Love Songs (CD + Karaoke VCD 24. Februar 2010)
- Sek Loso – Plus, Spezialalbum mit Marsha, Da Endorphine, Khan Thaitanium,  Nui Amporn Lampoon & Micro, Dax Big Ass, Toon Bodyslam, CD & VCD (Juni 2010)
- Mai (Dezember 2010)
- I’m Back (Oktober 2013)

## Referenzen
- User der offiziellen Website http://www.sekloso.net (inzwischen gehackt!)
- Ins Deutsche übersetzt und weiter recherchiert von KaiDao / Tomyumbao: http://www.razyboard.com/system/morethread-ueber-loso-sek-loso-die-biographie-carabao-2042890-5242593-0.html